# Heráldica de Castilla

Escudo de armas de los reyes de Castilla entre 1170 y 1230

Escudo de los reyes de Castilla desde 1230 en adelante

El escudo de Castilla es el emblema heráldico de los monarcas castellanos, reconstruido a partir del pendón real, usado desde Alfonso VIII hasta Fernando III, en el periodo que va de 1170 a 1230. A partir de 1230 los monarcas de Castilla y de León usan el emblema doble cuartelado, con dos castillos y dos leones que se refieren a las dos coronas que poseían. Anteriormente a Fernando III, que es el rey que comienza a usar esta enseña dúplice, se cree que se usaba un pendón rojo sin ningún símbolo añadido.
El historiador Michel Pastoureau ha afirmado que los emblemas heráldicos y los sellos aparecieron con el objetivo de facilitar la transmisión de la autoridad y la identificación de sus titulares, gracias a la facilidad que ofrecían para ser identificados. Estos símbolos, que se convirtieron por extensión en los del reino, con el tiempo representaron también el carácter inmaterial del sentimiento nacional o de pertenencia a un territorio.
El escudo de Castilla posee la siguiente descripción heráldica:

En un campo de gules un castillo de oro, almenado de tres almenas y donjonado de tres torres, cada una con tres almenas de lo mismo mazonado de sable y aclarado de azur.

## Orígenes
El origen del escudo, conforme a las fuentes disponibles, puede remontarse a una fecha cercana al año 1175, época en que aparecieron los primeros símbolos heráldicos, que proliferaron durante el siglo siguiente.
Faustino Menéndez Pidal de Navascués ha afirmado que no se han encontrado indicios que permitan suponer que existiera un emblema castellano consolidado antes del reinado de Alfonso VIII y que este cuente con antecedentes preheráldicos, como en el caso de la heráldica de León.

La cancillería de este monarca castellano adoptó en el año 1165 un Signum Regis (sello) con forma de rueda, del tipo de los empleados en la cancillería del monarca de León desde el año 1157. Este autor ha señalado que la aparición de este emblema en Castilla fue de forma semejante a León pero a un ritmo mucho más acelerado. Uno de los primeros testimonios que documentan el origen del símbolo de Castilla lo realizó el obispo Lucas de Tuy. En Castilla, como era frecuente en aquella época, las primeras manifestaciones de su simbología heráldica la encontramos en el reverso de los sellos reales. En el Signum Regis de Alfonso VIII no siempre figuró un castillo. Este monarca utilizó en un primer momento un sello con una cruz sobre asta. Hacia el año 1163 se usaba un sello de una sola cara que contenía una representación de tipo ecuestre de Alfonso VIII portando una lanza, sin un estandarte que nos hubiese permitido determinar el emblema que utilizaba en aquel momento. Otros sellos posteriores continuaron contando con representaciones de tipo ecuestre como motivo central.

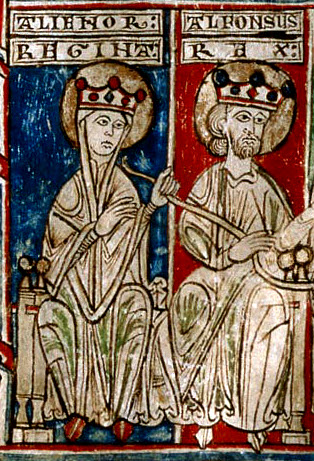
Miniatura en la que aparece representado el rey Alfonso VIII, que adoptó el emblema del castillo, junto a su esposa la reina Leonor.

El castillo aparece por vez primera como reverso de uno de estos sellos. La primera impronta hallada en la que figura un castillo es del año 1176 y figura en un documento custodiado actualmente en la Catedral de Toledo. Por su tipo, se ha podido determinar que la matriz de esta impronta no pudo ser anterior al año 1171. Faustino Menéndez Pidal de Navascués considera que es probable que la figura del castillo se adoptara en el año 1169, fecha en la que Alfonso VIII alcanzó su mayoría de edad a los catorce años. El castillo se introduce en el sello con una clara connotación territorial, al tratarse de un emblema parlante que alude a la denominación del reino y, por tanto, no contar con una naturaleza simbólica. Esta decisión pudo estar motivada por un deseo de afirmación de la soberanía castellana frente al reino de León.
Desde su aparición, el castillo ha conservado unas líneas básicas - tres torres, más alta la central - que han llevado a pensar que se trata de una creación autóctona, diferente de los empleados en Europa Central y en Cataluña.
En cuanto a la relación con los colores del escudo (metales y esmaltes en terminología heráldica), se ha comprobado que la fórmula del «oro sobre gules», se encontraba ya fijada, por lo menos, desde el reinado de Fernando III. Esta selección pudo estar determinada por la heráldica de la esposa del rey  Alfonso VIII, la reina Leonor de Plantagenet, hija del rey Enrique II de Inglaterra. Las armas de la reina fueron las reales inglesas, consistentes en tres leones pasantes o leopardos (en la heráldica no se diferencian) de oro sobre gules. Estas, que son uno de los emblemas heráldicos más antiguos, tuvieron mucho eco en aquel momento debido a la facilidad que ofrecían para ser identificadas a distancia. Esta hipótesis se ve reforzada por el hecho de que la boda de Alfonso VIII y Leonor Plantagenet se celebró entre 1170 y 1176, fechas inmediatamente anteriores a la de la adopción del emblema de acuerdo con las fuentes conservadas. Faustino Menéndez Pidal de Navascués expone como otra posible causa para la elección de esta combinación de colores el hecho de ser la que aparece con más frecuencia en los escudos de armas. La selección del tercer color, empleado en la puerta y ventanas, el azur (azul), pudo estar en el contraste que ofrece con los otros dos o deberse a que era el tercer color más utilizado después de los anteriores.
Fue habitual que el emblema del castillo se presentara como señal y no dentro de un escudo. Podemos observarlo en los sepulcros de los reyes Alfonso VIII y Leonor, en el Monasterio de las Huelgas (Burgos). Estos sepulcros se encuentran decorados con las armas inglesas de la reina y el castillo, representado como señal pese a que las anteriores se encuentran en un escudo. En todas las monedas castellanas del momento, el castillo figura como señal y no como parte de un blasón. En dos estolas que bordó la propia reina Leonor, entre el año 1197 y 1198, figuran varios castillos como señal colocados en fila en cada una de ellas. Una de las primeras representaciones del castillo en un escudo fue encontrada en un brocado de color verde que fue depositado en el sepulcro de Alfonso VIII.

## Propagación
A mediados del siglo XIII, el escudo de Castilla se propagó por toda Europa, un fenómeno que no tuvo precedentes ni paralelos, a pesar de la circunstancia de que al rey Alfonso VIII no le sobreviviese descendencia por vía masculina. Debe aclararse que esta propagación no tuvo ningún componente territorial, salvo en la línea que heredó el trono castellano, ya que fue utilizado como armas de linaje (materno) y se produjo en las casas reales de Francia, Portugal y Aragón.
Las armas de Castilla estuvieron presentes en la heráldica de todos los nietos de Alfonso VIII, salvo en la del rey Luis IX de Francia y Sancho II de Portugal que emplearon, como monarcas reinantes, sus respectivas armas reales plenas. Figuraron castillos de oro sobre gules en los blasones de los hijos de Luis VIII de Francia y la reina Blanca. También podemos encontrarlos en la lauda sepulcral de otro nieto por vía materna de Alfonso VIII, el infante Alfonso de Aragón, hijo de Jaime I de Aragón y de la reina Leonor, decorada con las armas aragonesas diferenciadas con una bordura de gules cargada con veinte escudetes con castillos. Pero el ejemplo más destacado se produjo en Portugal, pues durante el reinado de Alfonso III se incorporaron a las armas reales castillos en una bordura de gules, manteniéndose en estas hasta 1910, cuando el país se convirtió en una república. Desde 1911 han continuado formando parte del escudo nacional de dicho país.

### Propagación en Francia

Escudo de armas del condado de Artois.
Escudo de armas de Alfonso, conde de Poitiers.

Escudo de armas de Portugal.

Escudo de armas de Carlos de Anjou hasta 1246.
Escudo de armas de Luis II de Évreux.
Escudo de armas de Robert de Alençon, conde de Perche.
Escudo de armas de Alfonso de Brienne.
Escudo de armas de Carlos de la Cerda.
Escudo de armas de Roberto de Alençon.
Escudo de armas de Alfonso III de Portugal como conde de Boulogne.

### Propagación en Portugal

Escudo de armas del Infante Fernando, Señor de Serpa.
Escudo de armas del infante Alfonso de Portugal, señor de Portalegre.
Escudo de armas de la infanta Blanca de Portugal, vizcondesa de Huelgas y señora de Cifuentes.
Escudo de armas de Alfonso Sánchez, señor de Albuquerque.
Escudo de armas de la reina de Castilla Beatriz de Portugal.
Escudo de armas de Beatriz de Portugal.
Leonor Afonso, condesa de Neiva, señora de Pedrógão Mortagua y Neiva, hija de Afonso III de Portugal.
Escudo de armas de Alfonso de Portugal, posterior rey Alfonso III de Portugal, que se convirtieron en las armas del reino desde su entronización en 1248.

### Propagación en Aragón

Escudo de armas del Alfonso de Aragón.
Escudo de armas de Juan de Aragón como Infante de Aragón y Duque de Peñafiel.
Escudo de armas de Alonso de Aragón.
Escudo de armas de Fernando I de Aragón como infante de Castilla.
Escudo de armas de Enrique de Aragón y Pimentel.

## Cuartelado con el escudo de León
Cuando Fernando III, que ya era monarca de Castilla, heredó en el año 1230 el reino de León, quiso simbolizar la unión de los dos reinos reuniendo las armerías castellanas y leonesas en un cuartelado por primera vez en la historia, concediendo a las castellanas el lugar preferente. Su objetivo fue contar con una señal que reflejara una unión indivisible de reinos, frente al carácter transitorio de los escudos partidos o secundario de las borduras. Esta fórmula muy difundida en la heráldica de diferentes países, pues pronto fue seguida con éxito en toda Europa y ya a mediados del siglo XII se adoptaron cuartelados en la heráldica de los monarcas de Aragón-Sicilia, Brabante y durante el siglo siguiente se sumaron, entre otros, los de Inglaterra, Navarra y Bohemia.

Escudo de armas de la Corona de Castilla entre 1230 y 1284.
Escudo de armas de la Corona de Castilla entre 1281 y 1383.
Escudo de armas de la Corona de Castilla entre 1383 y 1390.
Escudo de armas de la Corona de Castilla entre 1390 y 1406.
Escudo de armas de la Corona de Castilla (s. XV)
Escudo de armas de la Corona de Castilla (s. XVI-1715).
Escudo de armas de Isabel la Católica, con las armas de la Corona de Castilla en lugar preferente.

## Infantes de Castilla
También usaron habitualmente las armas de Castilla en sus escudos los hijos, legítimos e ilegítimos, de muchos monarcas de Castilla, principalmente los de Fernando III, Alfonso X, Sancho IV, Alfonso XI, Pedro I y Enrique II.

Escudo de armas de Alfonso de Molina, hijo de Alfonso IX de León.
Escudo de armas de Berenguela de Castilla, hija de Fernando III de Castilla.
Escudo de armas de Enrique de Castilla el Senador, hijo de Fernando III de Castilla.
Escudo de armas del arzobispo Sancho de Castilla, hijo de Fernando III de Castilla.
Escudo de armas de Manuel de Castilla, hijo de Fernando III de Castilla.
Escudo de armas de Fernando de Castilla, hijo de Fernando III de Castilla.
Escudo de armas de Luis de Castilla, hijo de Fernando III de Castilla.
Escudo de armas de Alfonso de la Cerda, hijo de Fernando de la Cerda y nieto de Alfonso X de Castilla.
Escudo de armas usado por 1) Pedro de Castilla, hijo de Alfonso X de Castilla; 2) Pedro de Castilla, hijo de Sancho IV de Castilla; 3) Tello de Castilla, hijo ilegítimo de Alfonso XI de Castilla.
Escudo de armas usado por 1)  Felipe de Castilla, hijo del rey Sancho IV de Castilla; 2) Pedro Enríquez de Castilla (m. 1400), hijo de Fadrique Alfonso de Castilla y nieto del rey Alfonso XI de Castilla; 3) Fadrique Enríquez de Castilla, hijo del conde Pedro Enríquez.
Escudo de armas de Enrique II de Castilla, hijo ilegítimo de Alfonso XI de Castilla, antes de ser rey.
Escudo de armas usado por 1) Sancho de Castilla, hijo ilegítimo de Alfonso XI de Castilla; 2) Leonor Enríquez de Castilla, hija de Fadrique Alfonso de Castilla y nieta de Alfonso XI de Castilla.
Escudo de armas de Juan Téllez de Castilla, hijo de Tello de Castilla y nieto del rey Alfonso XI de Castilla.
Escudo de armas de Diego de Castilla, hijo ilegítimo de Pedro I de Castilla.
Escudo de armas de Juan de Castilla y Castro, hijo ilegítimo de Pedro I de Castilla.
Escudo de armas de Enrique de Castilla, hijo ilegítimo de Enrique II de Castilla.
Escudo de armas de Fadrique de Castilla, hijo natural de Enrique II de Castilla.
Escudo de armas de Alonso Enríquez, hijo ilegítimo de Fadrique Alfonso de Castilla.

## Uso posterior
En 1475, Isabel de Castilla y Fernando II de Aragón reunieron las armas de las Coronas de Castilla y de Aragón en un escudo cuartelado, siguiendo la fórmula iniciada por Fernando III. De nuevo se otorgó a las armas castellanas el lugar preferente. Desde la llegada de la Casa de Austria a los tronos de Castilla, Aragón y Navarra, las armas de Castilla han figurado en las diferentes armas reales de los monarcas españoles y desde 1869, año de su creación, en el cuartel preferente en las diferentes versiones del escudo nacional.
Dejando a un lado la heráldica local y provincial, en donde pueden encontrarse numerosos ejemplos, las armas castellanas se encuentran entre los elementos de los escudos de las comunidades autónomas de Castilla y León (que ha adoptado como escudo el cuartelado de Fernando III), Castilla-La Mancha, Extremadura, Madrid, Región de Murcia y en las borduras de los escudos de las ciudades autónomas de Ceuta y Melilla.
De igual manera, el castillo almenado consta en los primeros escudos otorgados a las capitales del Imperio español, como es el caso de San Francisco de Quito, capital del actual Ecuador, en donde el castillo luce en color plata, con tres almenas, sobre fondo rojo, y flanqueado por dos águilas negras, símbolo de los Habsburgo, por haber sido otorgado a Quito por el rey Carlos I de España y V del Sacro Imperio Románico Germánico, en 1541.

### Galería

Escudo de Castilla y León.
Escudo de Castilla-La Mancha.
Escudo de la Comunidad de Madrid.
Escudo de la Región de Murcia.
Escudo de Extremadura.
Escudo de la Ciudad Autónoma de Ceuta.
Escudo de la Ciudad Autónoma de Melilla.
Escudo de La Rioja

## Las banderas de Castilla
Tal como ocurre con las enseñas y estandartes de otros reinos medievales, nunca hubo un «pendón de Castilla» ni una «bandera de Castilla» con un diseño único. Existieron diversos pendones y banderas, cuyas variantes estriban en el diseño del castillo, a gusto del artesano o según la moda imperante, y en el color del paño. Tienen su origen en la representación de las armas del monarca castellano sobre tejido para ser empleadas como enseña, y por extensión fueron símbolo del reino de Castilla y posteriormente de la Castilla histórica. La traslación del gules heráldico en tejido solía representarse en tonos rojizos más o menos oscuros, aunque en Castilla se empleó a menudo un color más específico, el carmesí.

Estandarte del reino de Castilla
Variante del estandarte del reino de Castilla
Estandarte de la Corona de Castilla (s. XIV)
Estandarte de la Corona de Castilla (s. XV)
Variante del estandarte de la corona de Castilla (s. XV)
Estandarte de la corona de Castilla (desde el siglo XVI al año 1715)

El castillo sobre fondo rojo o carmesí ha figurado en algunas enseñas de la corona de Castilla (que reprodujeron el cuartelado de Fernando III sobre paño y que han servido de base en la actualidad para la bandera de la comunidad autónoma de Castilla y León), así como para las banderas de las comunidades autónomas de Castilla-La Mancha y de la Comunidad de Madrid.
Posteriores confusiones llevaron a aplicar el color morado a un legendario «pendón castellano» (que ni se conserva ni ha sido nunca documentado), haciendo que el color morado se identificara como el color de Castilla, algo que influyó en la bandera de la Segunda República Española y su franja morada.
Existen diferentes hipótesis para explicar el origen de dicha confusión; fundamentalmente, el origen parte de la relación cromática entre el color púrpura y el rojo carmesí. El color carmesí fue muy utilizado también para representar el color púrpura, usado en el mundo antiguo como elemento alusivo a la soberanía y autoridad de los monarcas. Una de las hipótesis planteadas se apoya en el hecho de que, con el transcurso del tiempo, muchos paños que originalmente eran de color carmesí se fueron desgastando y pudieron haberse confundido con otras tonalidades, como el morado.

Estas inexactitudes llevaron a la creación de una leyenda sobre el color morado del pendón utilizado por los comuneros, durante la Guerra de las Comunidades de Castilla contra el rey Carlos I entre 1520 y 1521, quienes en realidad emplearon el color rojo o carmesí en sus enseñas.

Recreación de la bandera sobre fondo carmesí
Recreación de la bandera de fondo rojo o gules